# فریتس دارگس
فریتس دارگس (به آلمانی: Fritz Darges) (زاده ۸ فوریه ۱۹۱۳، مرگ ۲۵ اکتبر ۲۰۰۹) یک نظامی آلمانی در دوره رایش سوم و یازدهمین آجودان آدولف هیتلر بود.